# РБМ (радиостанция)

Приёмопередатчик радиостанции РБМ

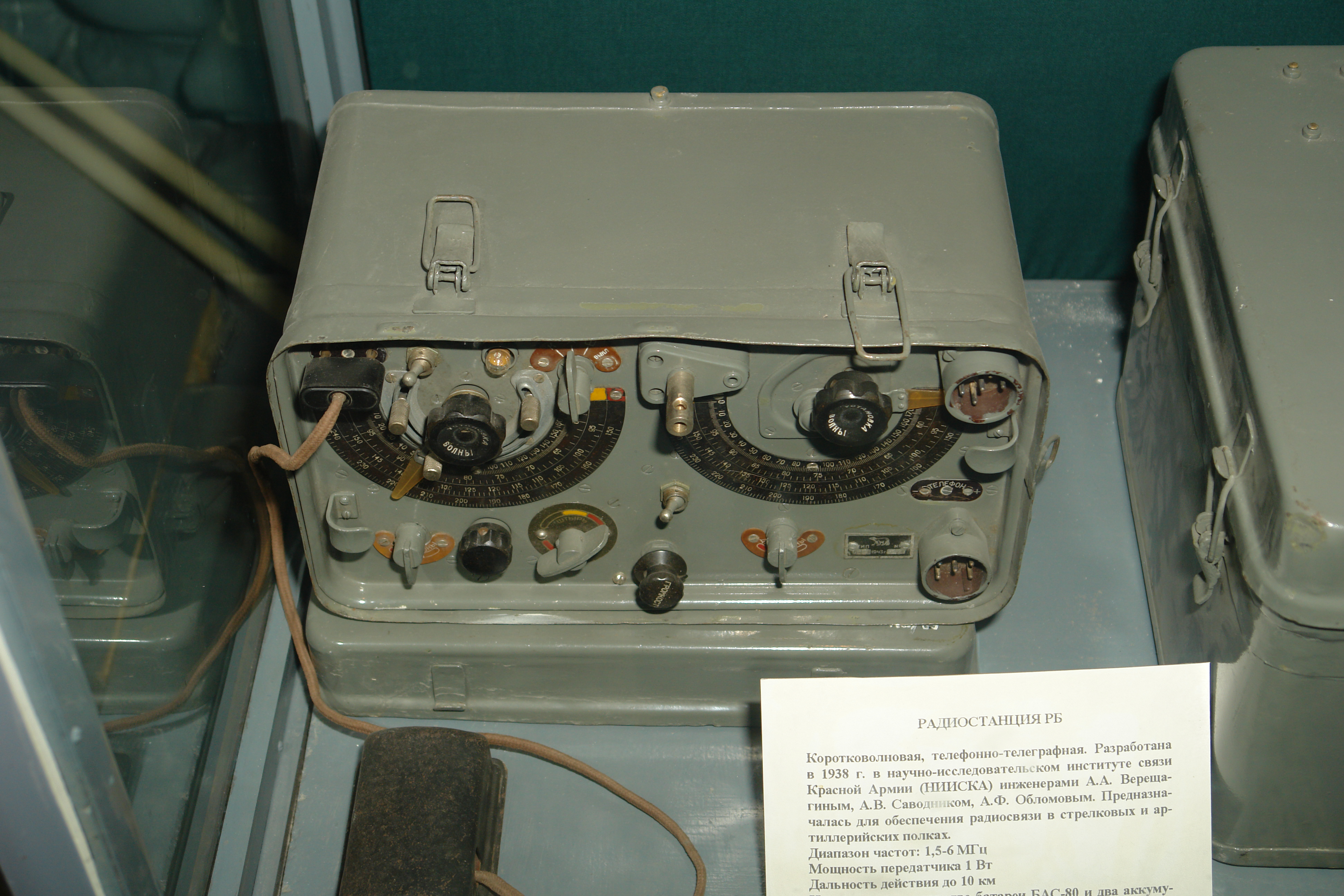
РБ — предшественница РБ-М

РБМ, РБ-М (радиостанция батальонная модернизированная, «Левкой») — советская коротковолновая радиостанция военного назначения, массово применявшаяся в период Великой Отечественной войны.
РБМ представляла собой значительно усовершенствованную радиостанцию РБ (3-Р) разработки 1936 года и предназначалась в основном для обеспечения связи в батальонном звене сухопутных войск. Выпуск РБМ начался в 1942 году в Новосибирске на заводе № 590 (эвакуированный из Воронежа завод «Электросигнал») и продолжался на нескольких предприятиях до начала 1950-х годов. Заводской шифр изделия — «Левкой». После войны применялась в народном хозяйстве, в организациях ДОСААФ и радиолюбителями-коротковолновиками. До 1960-х годов выпускался гражданский вариант под названием РПМС. За создание РБ и РБМ радиоинженеры К. В. Захватошин, И. С. Мицнер, А. В. Саводник, И. А. Беляев, Е. Н. Геништа и А. Ф. Обломов удостоены Сталинской премии.

## Конструкция
Радиостанция симплексная, телефонно-телеграфная, переносная, с автономным питанием. Раздельные приёмник и передатчик собраны на общем шасси. Приёмник — супергетеродин с одним преобразованием частоты на шести лампах, промежуточная частота — 460 кГц. Передатчик трехкаскадный, на трёх лампах. Настройка приёмника и передатчика по частоте — независимая, плавная, шкалы отградуированы с шагом 25 кГц. Предусмотрена возможность точной настройки передатчика на частоту приёмника и наоборот. Имеется кварцевый калибратор для контроля настройки. Переход из режима приёма в режим передачи осуществляется переключением накала ламп, поэтому происходит с задержкой несколько секунд.
Радиостанция обеспечивала возможность радиотелефонной работы по проводной линии с пунктом, удалённым от приёмопередатчика на расстояние до 3 км, а также могла использоваться в проводных сетях связи в качестве телефонного аппарата.
Радиостанция допускала работу на ходу, при этом приёмопередатчик и упаковку питания, соединённые кабелем, переносили два радиста. Полный комплект радиостанции (с антенной мачтой и, возможно, динамо-машиной) переносили три человека.
Выпускались варианты РБМ-1 и РБМ-5, которые отличались схемой оконечного каскада, применённой в нём лампой и, соответственно, выходной мощностью передатчика. В комплект радиостанции входят:
- приёмопередатчик;
- упаковка питания;
- телефонная трубка;
- головные телефоны;
- телеграфный ключ;
- разборная малая штыревая антенна;

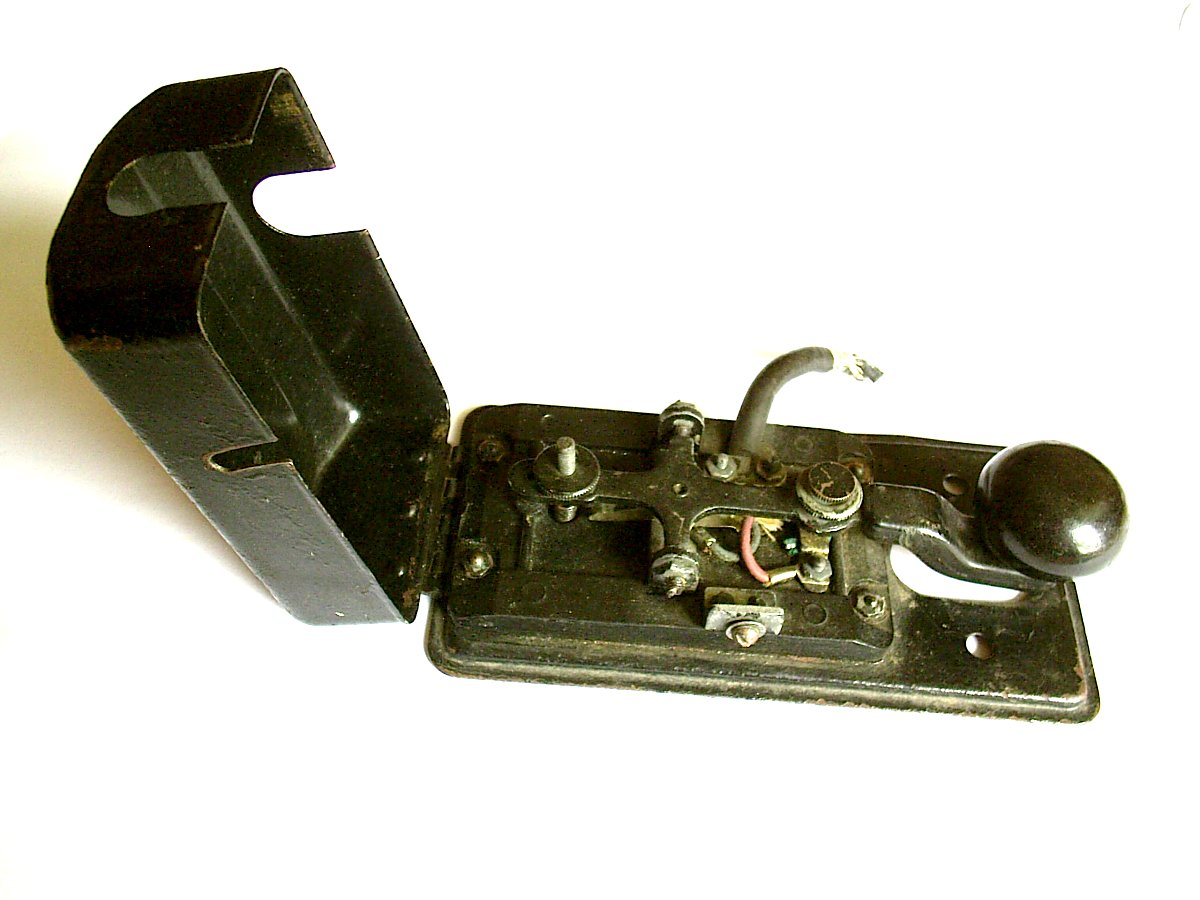
Телеграфный ключ от РБМ

- горизонтальная антенна типа «диполь»;
- разборная вертикальная антенная мачта высотой 7 м с противовесом.

## Технические характеристики
- Диапазон частот — 1,5—5 МГц, разбит на два поддиапазона: 1,5—2,75 МГц и 2,75—5 МГц.
- Выходная мощность передатчика — 1 Вт (РБМ-1) или 5 Вт (РБМ-5).
- Режимы работы — телеграф с амплитудной манипуляцией, телефон с амплитудной модуляцией.
- Чувствительность приёмника в телефонном режиме — 10 мкВ.
- Дальность связи с однотипной радиостанцией (РБМ-1):
  - с малой штыревой антенной — 10 км телефоном, 15 км телеграфом;
  - с горизонтальной антенной «диполь» — 17 км телефоном, 35 км телеграфом;
  - с мачтовой антенной — 30 км телефоном, 50 км телеграфом.
- Источник питания — аккумулятор 2НКН-22 (2НКН-24) и три анодные батареи БАС-80 (или четыре БАС-60), либо два аккумулятора и вибропреобразователь ВПР-6.
- Время работы от одного комплекта батарей — до 36 час, при использовании вибропреобразователя — до 12 час.
- Габариты приёмопередатчика и упаковки питания — 340×200×270 мм.
- Масса приёмопередатчика — 13 кг.
- Масса упаковки питания — 14—16 кг.

Напряжение питания анодных цепей приёмника около 80 В, передатчика — около 200 В. Нормальное напряжение аккумулятора накала — 2,5 В. Согласно оценкам, потребляемый ток:
- в режиме приёма — 10 мА от анодных батарей и 0,5 А по цепи накала;
- в режиме передачи — 30—35 мА от анодных батарей и 1,0 А по цепи накала.